# Lu Wenfu
Lu Wenfu (chinesisch 陸文夫 / 陆文夫, Pinyin Lù Wénfū; * 1928 in Taixing, Provinz Jiangsu, China; † 9. Juli 2005) war ein chinesischer Journalist und Schriftsteller.

## Leben
1944 mit seiner Familie nach Suzhou, ging Lu Wenfu als Soldat der kommunistischen Befreiungsbewegung an die Front, um sich dem Kampf gegen die Kuomintang anzuschließen; bei seiner Ankunft dort war der Bürgerkrieg jedoch schon beendet.
Lu Wenfu arbeitet zunächst als Lokalreporter bei der Neuen Zeitung von Suzhou (Xin Suzhou Bao), wo er die Fortschritte der jungen sozialistischen Volksrepublik China, die am 1. Oktober 1949 gegründet wurde, pries. Seit 1953 begann er, sich auch literarisch zu betätigen und erregte 1956 mit einer Kurzgeschichte Aufsehen. Gemeinsam mit den Mitgliedern einer neu gegründeten Schriftstellergruppe, darunter Gao Xiaosheng, versuchte er, angeregt durch die Hundert-Blumen-Bewegung, eine kritische Zeitschrift zu gründen, die jedoch durch die „Anti-Rechts-Kampagne“ am Erscheinen gehindert wurde; er selbst wurde als Intellektueller und „parteifeindliches Element“ zur Umerziehung in eine Maschinenfabrik geschickt.
Ab 1960 durfte er wieder seinem Beruf als Schriftsteller nachgehen; in seinen Erzählungen schilderte er die Arbeitswelt ohne Beschönigung, wurde deswegen während der Kulturrevolution erneut kritisiert und 1965 als Mechaniker in eine Weberei versetzt; Lu Wenfu stand kurz vor dem Selbstmord. 1969 schickte man ihn mit seiner Familie schließlich zur Umerziehung in ein entlegenes Dorf.
1976 – nach dem Sturz der „Viererbande“ – begann er wieder zu schreiben und gehörte dreimal zu den Preisträgern im nationalen Wettbewerb um die besten Erzählungen des Jahres; 1978 durfte er nach seiner Rehabilitierung nach Suzhou zurückkehren. Fortan setzte er sich kritisch mit der Geschichte der Volksrepublik auseinander und unterstützte die Reformpolitik von Deng Xiaoping. Die Bilanz seines Schaffens bestand aus zahlreichen Erzählungen, bis die Niederschlagung der Demokratiebewegung (Tian’anmen-Massaker) im Mai 1989 seinem Schreiben ein abruptes Ende setzte; seither publizierte Lu Wenfu nicht mehr.
Lu Wenfu war bis zu seinem Tod Stellvertretender Vorsitzender des Chinesischen Schriftstellerverbandes und Ehrenpräsident des Verbandes der Kulturschaffenden der Stadt Suzhou, wo auch seine Erzählung, der Feinschmeckerroman Der Gourmet (chinesisch 美食家, Pinyin měishíjiā, „Gourmet, Feinschmecker“) spielt.
Lu Wenfu wurde in den Volkskongress gewählt, erhielt Literaturpreise, einige Werke wurden verfilmt.

## Der Gourmet
Die Novelle mit stark biographischem Einschlag schildert die parallelen Lebenswege eines faulen und verbummelten, aber gutmütigen Hausbesitzers aus der Vorkriegszeit, der nur seinem Gaumen lebt und durch die politischen Umwälzungen seit 1949 seines wahren Lebenszwecks – der Feinschmeckerei – beraubt wird. Der Ich-Erzähler, sein ehemaliger Laufbursche, steigt dagegen nun zum Herrn auf und erklärt die nüchternen Ideale der sozialistischen Gesellschaft – Genügsamkeit, redliche Arbeit und einfache Esssitten – zum Ideal. Ausgerechnet diesen Kostverächter macht man nun jedoch zum Chef genau desjenigen Lokals, in dem sein ehemaliger Chef besonders gerne abstieg; binnen kurzem krempelt der junge Heißsporn das Restaurant gründlich um und richtet die bislang dort gepflegte Esskultur – Produkt einer jahrtausendealten Esskultur – durch fantasielose Billigspeisen zugrunde. Selbst dem einfachen Stammpublikum wird es jedoch zu viel: Nach dem Hunger während des Großen Sprungs nach vorn und dem Chaos der Kulturrevolution wird die viel gerühmte, vormalige Qualität der Suzhouer Küche schließlich wieder hergestellt, und nach den Jahren der Entbehrungen muss der ehemalige Feuerkopf noch froh sein, dass der alte Gourmet ihm schließlich noch als Lehrmeister in der Feinschmeckerkunst beratend zur Seite steht – der Kreis hat sich geschlossen.
Der Roman hat sich mit seinem ironisch-humoristischen Stil, seiner nüchternen Schilderung der Fehlschläge und Demütigungen der verflossenen Jahrzehnte, seiner psychologisch und menschlich geschickten Ausarbeitung der Nebenfiguren und dem versöhnlichen Ende nicht nur in China, sondern auch in westlichen Ländern einen Leserkreis erschlossen. Die zutiefst erschütterten Ideale, der Kampf um die Autonomie des Individuums und des Privaten, hier am Beispiel der als dekadent verrufenen „Feinschmeckerei“ dargestellt, sind der eigentliche Gegenstand dieses Kurzromans, der gleichnisweise die Zeitgeschichte Chinas und die Psyche seiner Einwohner widerspiegelt.

## Anekdotisches
Als der französische Verlag Le Seuil ein verfremdetes Mao-Porträt auf ein Buch von Lu Wenfu gesetzt hatte, empörte sich seine Frau: „da haben wir seinetwegen so viel erlitten in unserem Leben, und nun setzt man ihn auch noch die Umschlagseite!“ – Pierre Haski, Mon journal de Chine (2005)

## Werke
- Der Gourmet. Leben und Leidenschaft eines chinesischen Feinschmeckers. Roman. Aus dem Chinesischen und mit einem Nachwort von Ulrich Kautz. Zürich : Diogenes 1993. - Erstauflage, Neuauflagen 1995 und 2005; ISBN 978-3-257-22785-7
- Der Gourmet. Übersetzung und Nachwort von Stefan Hase-Bergen. Bochum : Brockmeyer 1992. (Chinathemen IV). ISBN 3-8196-0001-9

## Hörspiele
- „Der Gourmet“ (NDR 2008, Regie: Leonhard Koppelmann)